# Anne Dorn
Anne Dorn (* 26. November 1925 in Wachau; † 8. Februar 2017 in Köln; eigentlicher Name Anna Christa Schlegel) war eine deutsche Schriftstellerin.

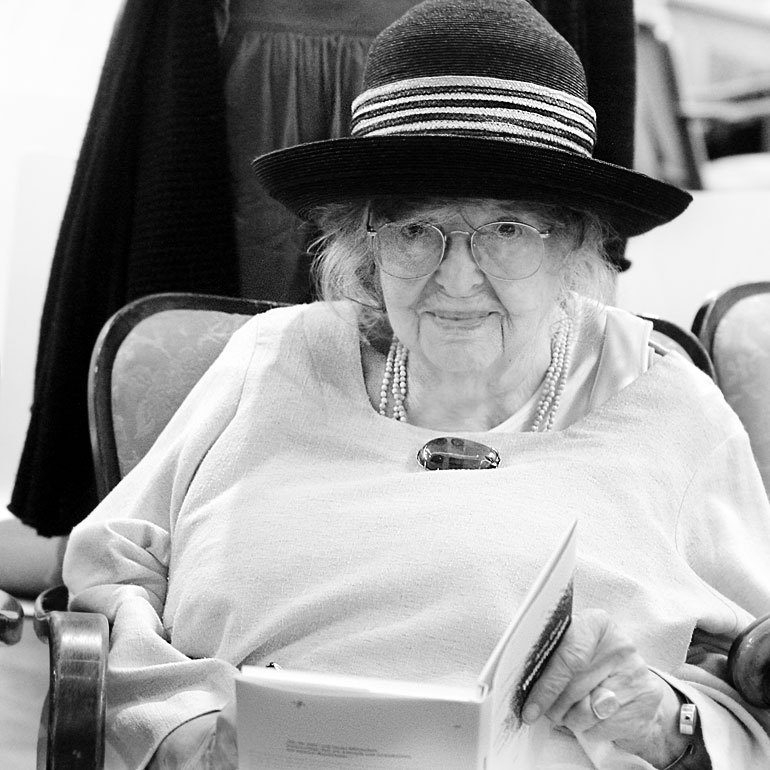
Anne Dorn Düsseldorf 2014

## Leben
Anne Dorn verfasste Romane, Erzählungen, Gedichte, Dramen, Hörspiele, Hörfunkfeatures, Essays und Berichte. Außerdem entwickelte sie sechs Autorenfilme für das Fernsehen. Sie war Akteurin innerhalb verschiedener, auch internationaler Multimediaprojekte.
Sie wuchs als zweites Kind von drei Geschwistern auf, besuchte die Schule in Wachau und anschließend das Realgymnasium in Radeberg. Bei der Tageszeitung Dresdner Neueste Nachrichten bekam sie ein Volontariat, besonders für die Gebiete Satz, Druck und Chemigrafie, und schloss danach eine Lehre bei dieser Zeitung ab. An der Staatlichen Akademie für Kunstgewerbe besuchte sie die Abendkurse und wurde im Juni 1944 noch als Pflichtjahrmädchen ins Salzkammergut nach Sankt Gilgen beordert. So war sie bei Kriegsende in der amerikanisch besetzten Zone Österreichs, geriet bei der Rückführung in ehemals reichsdeutsches Gebiet in die Britische Besatzungszone nach Herford in Westfalen, während ihre Eltern sich in der Sowjetischen Besatzungszone befanden. Diese irreparable Teilung der Familie war für die Themenwahl ihrer schriftstellerischen Arbeit von Bedeutung, insbesondere in ihrem Werk „hüben und drüben“. Eine erste Ehe schloss sie mit einem Bühnenbildner in Herford (1945–1948) und eine zweite mit einem Schauspieler (1950–1969) in Lippe. Später ging sie nach Detmold und Kleve. Von 1948 bis 1952 war sie Kostümbildnerin. Zwischen 1950 und 1959 waren die Geburten der vier Kinder.

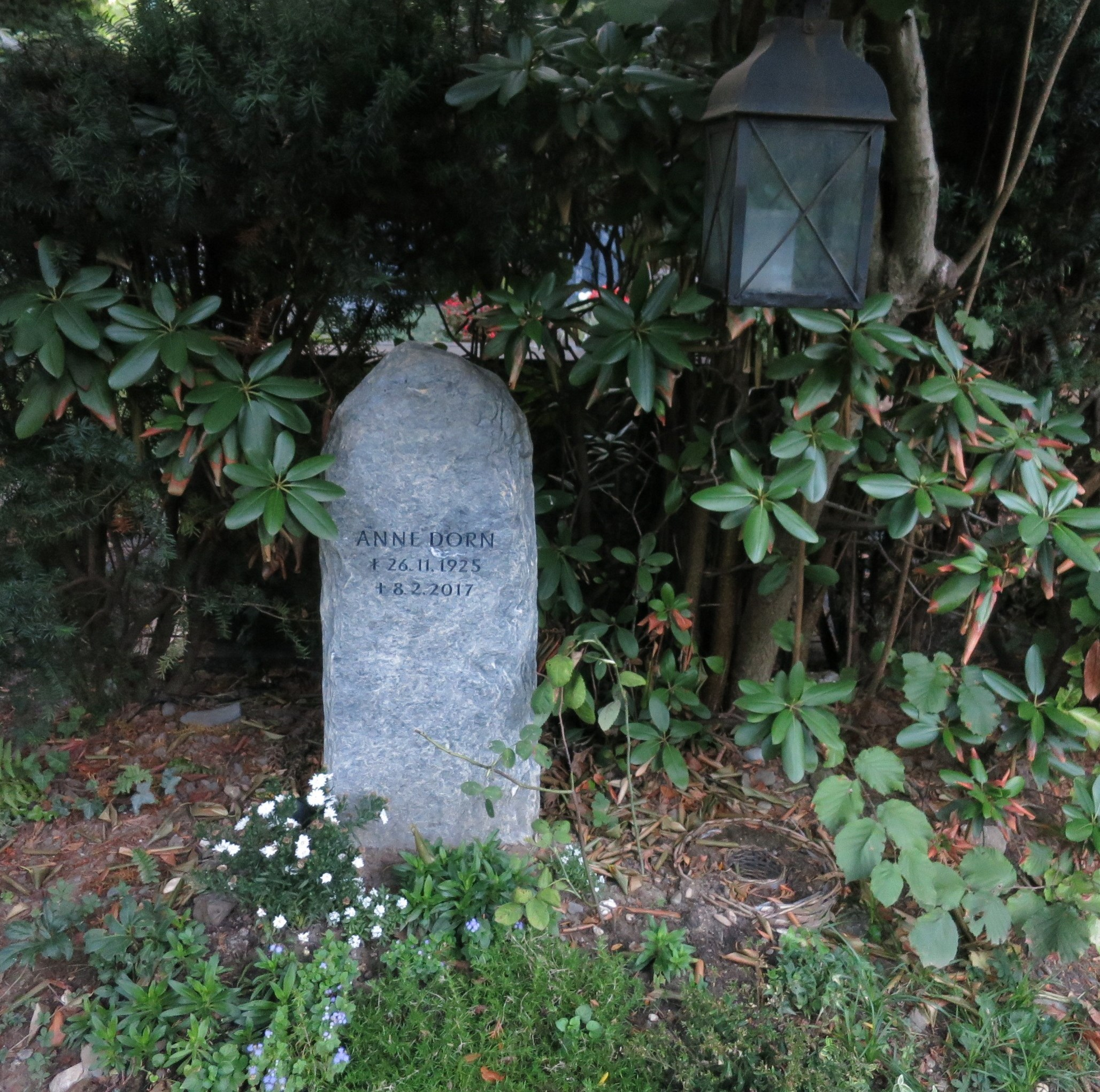
Grab Friedhof Melaten

Die erste Veröffentlichung erfolgte 1967. 1969 ging sie mit ihren Kindern nach Köln, wo sie als freie Schriftstellerin lebte und sich das Pseudonym „Anne Dorn“ zugelegt hat. Längere Aufenthalte hatte sie in New York, Avignon, Amsterdam und Rom; sie unternahm Reisen nach Polen, Ungarn und in die UdSSR.
Anne Dorn war Mitglied des Verbandes Deutscher Schriftsteller, des PEN-Zentrums Deutschland und der GEDOK. Neben Stipendien, darunter mehrere Reise-Stipendien des Auswärtigen Amtes, erhielt sie 1973 den Förderpreis der Stadt Köln und 1974 den Deutschen Journalistenpreis. 1985 war sie Ehrengast in der Villa Massimo und 2007 erhielt sie die Kester-Haeusler-Ehrengabe der Deutschen Schillerstiftung von 1859.
Als das Historische Archiv der Stadt Köln am 3. März 2009 in sich zusammenstürzte, wurde fast der gesamte an das Archiv übergebenen Vorlass ihres Lebenswerkes vernichtet.
Anne Dorn starb 2017 im Alter von 91 Jahren und wurde auf dem Kölner Zentralfriedhof Melaten (Flur 5 (P) Nr. 144) beigesetzt.

## Werke

### Lyrik
- Wetterleuchten, Gedichte, poetenladen Verlag, Leipzig 2011.
- Jakobsleiter, Gedichte, poetenladen Verlag, Leipzig 2015.

### Prosa
- Hüben und drüben, Forum Verlag Leipzig 1991; überarbeitete Neuauflage, Dittrich Verlag, Berlin 2013.
- Geschichten aus tausendundzwei Jahren, Forum Verlag, Leipzig 1992.
- Damals als die Sonne schien, Novelle, Hellerau Verlag, Dresden 1996.
- Siehdichum, Roman,  Dittrich Verlag, Berlin 2007, ISBN 978-3-937717-24-1.
- Spiegelungen, Roman, Dittrich Verlag, Berlin 2010.
- Verlust, Essay zum Einsturz des Historischen Archivs der Stadt Köln, 2009/1010.

### Schauspiele
- Rübergemacht, Schauspiel, Hunzinger Bühnenverlag, Bad Homburg v.d.H. 1992.

### Hörspiele
- 1969: Lauter Luder – Regie: Hartmut Kirste (SWF)